# Hyastenus pleione
Hyastenus pleione, hay cua nhện, là một loài cua thuộc họ Epialtidae. Chúng được Herbst công bố mô tả lần đầu tiên vào năm 1803.